# 张绾
张绾（492年—554年），字孝卿，范阳方城人。南朝梁文学家。张缵之四弟，張交之父。
與张缅、张缵兄弟同为“外氏英华”，早年為國子生，以“射策高第”，歷官秘书郎，迁太子舍人，洗马中舍人，後來擔任國子博士，号“百六公”。出京擔任北中郎长史、兰陵太守、员外郎散骑常侍，官御史中丞。承聖三年卒於江陵，年六十三岁。